# Oak Grove Heights
Oak Grove Heights è un comune degli Stati Uniti d'America, situato in Arkansas, nella contea di Greene.